# بنجامین فوکس
بنجامین فوکس (انگلیسی: Benjamin Fuchs؛ زادهٔ ۲۰ اکتبر ۱۹۸۳) بازیکن فوتبال اهل ترکیه است.
از باشگاه‌هایی که در آن بازی کرده‌است می‌توان به باشگاه ورزشی غازی عینتاب اف.کی، باشگاه ورزشی گوزتپه، باشگاه فوتبال گروتر فورث، باشگاه فوتبال قونیه‌اسپور، باشگاه فوتبال مانیسااسپور، باشگاه فوتبال وهن ویسبادن، و باشگاه فوتبال آینتراخت برانشوایگ اشاره کرد.
وی همچنین در تیم ملی فوتبال Austria U19 بازی کرده‌است.